# Караколь (Мугалжарський район)
Карако́ль (каз. Қаракөл) — село у складі Мугалжарського району Актюбінської області Казахстану. Адміністративний центр сільського округу імені Кудайбергена Жубанова.
У радянські часи село називалося Михайловський.
Населення — 506 осіб (2021; 813 у 2009, 958 у 1999, 1167 у 1989).